# Rainy Valentine
「Rainy Valentine」(レイニー バレンタイン)は、UP-BEATの10枚目のシングルである。

## 解説
- 5人体制での最後のシングル。

## 収録曲
| 全作詞・作曲: 広石武彦、全編曲: UP-BEAT・佐久間正英。 |                     |          |            |      |
| #                                                     | タイトル            | 作詞     | 作曲・編曲 | 時間 |
| 1.                                                    | 「Rainy Valentine」 | 広石武彦 | 広石武彦   | 4:32 |
| 2.                                                    | 「HAPPY TV」        | 広石武彦 | 広石武彦   | 4:02 |